# Ocularia brunnea
Ocularia brunnea är en skalbaggsart. Ocularia brunnea ingår i släktet Ocularia och familjen långhorningar.

## Underarter
Arten delas in i följande underarter:
- O. b. brunnea
- O. b. rufipes